# 圣莱热迪博
圣莱热迪博（法語：Saint-Léger-Dubosq，法語發音：[sɛ̃ leʒe dybo]）是法国卡尔瓦多斯省的一个市镇，属于利雪区。

## 地理
圣莱热迪博（49°13'32"N, 0°1'43"W）面积4.06 平方千米，位于法国诺曼底大区卡爾瓦多斯省，该省份为法国西北部沿海省份，北濒大西洋英吉利海峡，东北与滨海塞纳省以海上边界相接，东临厄尔省，南至奧恩省，西与芒什省接壤。
与圣莱热迪博接壤的市镇（或旧市镇、城区）包括：昂热维尔、克雷斯沃耶、多聚莱、圣茹安。

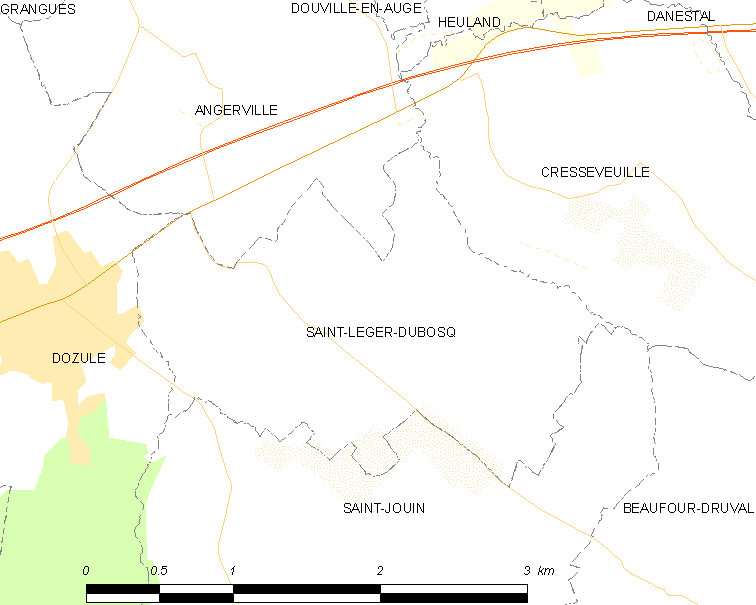
圣莱热迪博的OSM定位图

圣莱热迪博的时区为UTC+01:00、UTC+02:00（夏令时）。

## 行政
圣莱热迪博的邮政编码为14430，INSEE市镇编码为14606。

## 政治
圣莱热迪博所属的省级选区为卡堡县。

## 人口

1962-2008年间圣莱热迪博人口变化图示

圣莱热迪博于2022年1月1日时的人口数量为239人。